# 국립현대미술관

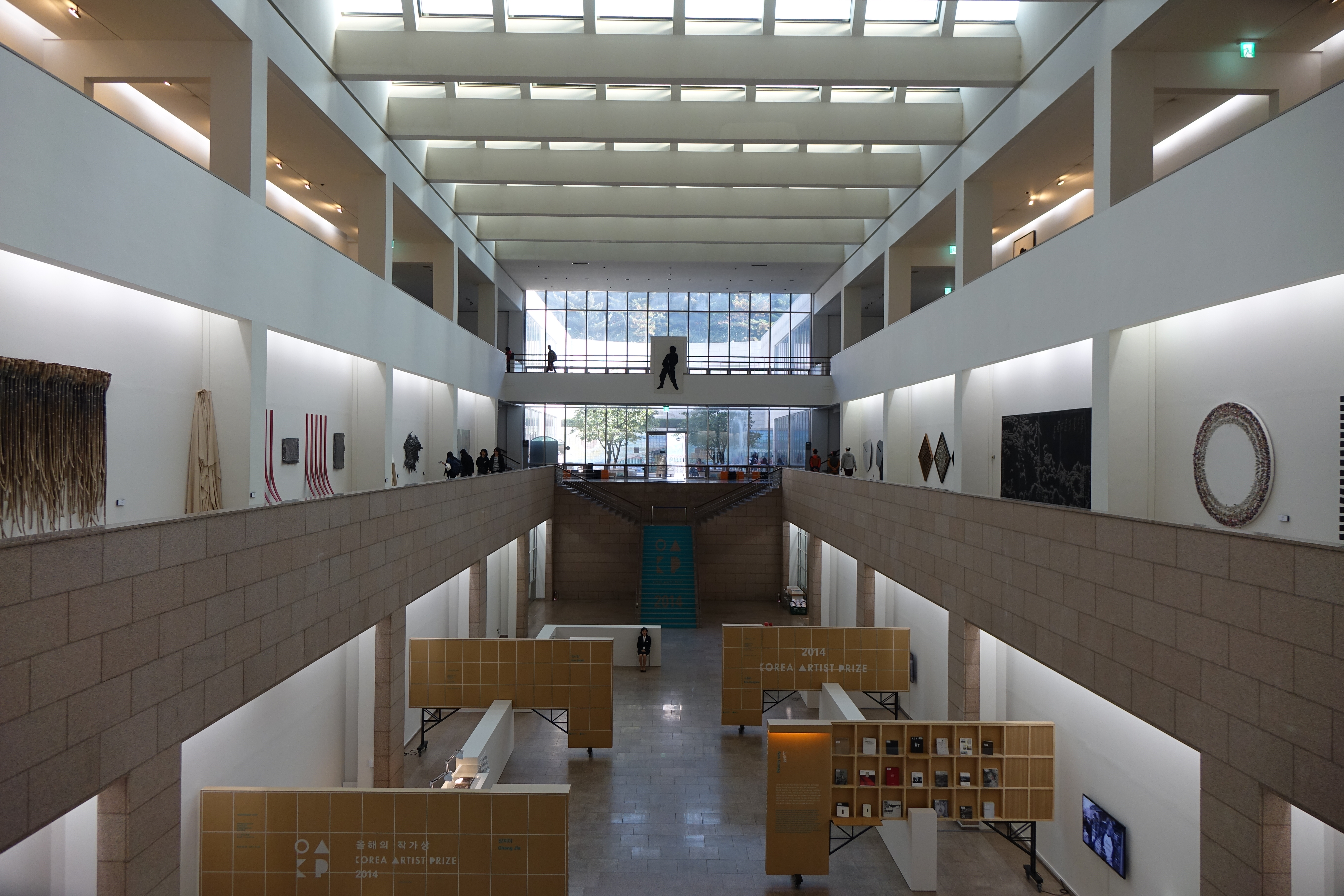
국립현대미술관 내부1

국립현대미술관(國立現代美術館, National Museum of Modern and Contemporary Art, 약칭: MMCA)은 미술작품 및 자료의 수집·보존·전시·조사 및 연구와 이에 관한 국제교류 및 미술활동의 보급을 통한 국민의 미술문화의식 향상에 관한 사무를 관장하는 대한민국 문화체육관광부의 소속기관이다. 1969년 8월 23일 발족하였으며, 관장은 고위공무원단 가등급에 속하는 임기제공무원으로 보한다.
산하에 국립현대미술관 과천관, 덕수궁관, 서울관, 청주관을 관할하고 있다. 서울관은 옛 소격동의 국군기무사령부 건물을 재활용하였으며, 청주관은 KT&G의 연초 제조장을 재활용하였다. 청주관은 국내 유일의 수장고형 전시관으로 운영되고 있어, 미술은행 등의 소장품을 개방수장고를 통해 관람할 수 있게 설계되었다.

## 역사
1969년 8월 23일 국립현대미술관이 조직으로서 처음 설치되었으며, 그해 10월 20일 경복궁 뒷뜰의 옛 조선총독부 미술관 건물에 공식 개관하였다. 당시 직원은 초대 관장 김임용을 비롯해 4명에 불과했으며, 소장품은 0점이었다.
1969년 개관 당시 제18회 대한민국미술전람회 (국전)을, 1972년 '한국근대미술 60년전'을 개최하였으며, 1973년 7월 5일 덕수궁 석조전으로 청사를 이전 개관하였다. 1986년 8월 25일에는 경기도 과천시 청계산 부지에 과천관이 신설 개관하였으며, 백남준의 〈다다익선〉이 공개됨과 동시에 상설 전시되었다.
1998년 12월 1일 기존의 덕수궁 석조전관을 '덕수궁미술관'이란 이름으로 새로 개관하고, 국제적 성격의 특별 전시나 근대 미술을 선보이는 공간으로 삼았다. 2002년 6월에는 관람객 천만 명을 돌파하였으며, 2006년 1월 1일에는 책임운영기관으로 지정되었다.
2013년 11월 13일 서울 종로구 소격동의 옛 국군기무사령부 건물을 재활용한 서울관이 개관하였다. 이후 2018년 12월 27일에는 국립미술품수장보존센터 격으로 청주관이 신설 개관하였다.
2021년 4월 이재용 삼성전자 부회장을 비롯한 삼성 일가로부터 '이건희 컬렉션' 작품 1,488점을 기증받았다. 한국 작가로는 이중섭, 이응로, 박수근, 변관식 외 238명의 작품 1,369점을, 외국 작가로는 폴 고갱, 클로드 모네, 오귀스트 르누아르, 살바도르 달리, 파블로 피카소 외 8명의 작품 118점을 기증받았다. 국립현대미술관이 서양 모더니즘 작가들의 작품을 소장하게 된 것은 이번이 처음이며, 이중섭의 대표작 《황소》와 김환기, 박수근의 소장 작품수도 늘리게 되었다.
2023년 11월 홍익대학교 김성희 교수가 신임 관장으로 취임하였다. 김성희 관장은 전체 소장품 990여점 (8.5%)에 불과한 해외 미술작품의 수집을 2024년부터 대폭 강화하고, 동시대 미술 뿐만 아니라 이건희 컬렉션의 해외 작품 7점과 연계한 해외 근대미술 수집에 나선다고 밝혔다. 이와 함께 한국 미술에 대한 국제적 관심 확대를 반영, 해외 학자와 큐레이터의 한국미술 연구 지원사업에 나선다고 밝혔다.

## 행정
국립현대미술관은 「박물관 및 미술관 진흥법」 제10조 제1항 "국가를 대표하는 박물관과 미술관으로 문화체육관광부장관 소속으로 국립중앙박물관과 국립현대미술관을 둔다."를 근거로 설치되었다.

### 직무
- 미술작품과 미술자료의 수집·보존·전시·조사연구와 이에 관한 국내외 교류
- 미술활동의 보급·교육을 통한 미술문화의식 향상에 관한 사무

### 조직[9]
학예연구실
- 미술정책연구과
- 현대미술 1과
- 현대미술 2과
- 소장품 자료관리과
- 미술관 교육과
- 미술품 수장센터 운영과
- 근대미술팀

기획운영단
- 행정지원과
- 기획총괄과
- 작품보존미술은행관리과
- 홍보고객과
- 미술품수장센터관리팀

## 시설 현황
국립현대미술관은 총 4개관으로 구성되며, 이밖에 레지던시를 서울 창동과 경기 고양에 두 곳 두고 있다.
| 사진 | 명칭         | 주소                                                    | 개관년도 | 좌표                                                                      |
| ---- | ------------ | ------------------------------------------------------- | -------- | ------------------------------------------------------------------------- |
|      | 과천관       | 경기도 과천시 광명로 313                                | 1986     | 북위 37° 25′ 51.4″ 동경 127° 01′ 11.5″ / 북위 37.430944° 동경 127.019861° |
|      | 서울관       | 서울특별시 종로구 삼청로 30                             | 2013     | 북위 37° 34′ 46.0″ 동경 126° 58′ 49.3″ / 북위 37.579444° 동경 126.980361° |
|      | 덕수궁관     | 서울특별시 중구 세종대로 99                             | 1998     | 북위 37° 33′ 57.2″ 동경 126° 58′ 25.3″ / 북위 37.565889° 동경 126.973694° |
|      | 청주관       | 충청북도 청주시 청원구 상당로 314                       | 2019     | 북위 36° 39′ 20.1″ 동경 127° 29′ 24.8″ / 북위 36.655583° 동경 127.490222° |
|      | 창동레지던시 | 서울시 도봉구 덕릉로 257 창동레지던시 (우)01469         | 2002     |                                                                           |
|      | 고양레지던시 | 경기도 고양시 덕양구 고골길 59-35(관산동 656) (우)10265 | 2004     |                                                                           |

## 역대 관장
8대 관장까지는 행정직 관장이 맡아오다가 1981년 관련 전문가가 맡아야한다는 결정에 따라 관련 전문가가 역임하고 있으며, 2015년에는 첫 외국인 관장이 역임했다.
2020년 3월, 개관 51년만에 관장 직급이 2급에서 1급 공무원으로 격상되었다.
- 김임룡 (1969~1970)
- 조성길 (1970~1971)
- 박상령 (1971~1972)
- 장상규 (1972~1973)
- 박호준 (1973)
- 손석주 (1973~1977)
- 윤치오 (1977~1980)
- 윤탁 (1980~1981)
- 이경성 (1981~1983, 1986~1992)
- 김세중 (1983~1986)
- 임영방 (1992~1997)
- 최만린 (1997~1999)
- 오광수 (1999~2003)
- 김윤수 (2009~2008)
- 심동섭 직무대행 (2008~2009)
- 배순훈 (2009~2011)
- 윤남순 직무대행 (2011~2012, 2014~2015)
- 정형민 (2012~2015)
- 바르토메우 마리 리바스 (2015~2018)
- 박위빈 직무대행 (2018~2019)
- 윤범모 (2019~2023)
- 기획운영단장 직무대행 (2023~2023)
- 김성희 (2023~)

## 주요 소장품
- 다다익선 (백남준, 1988년)

## 같이 보기
- 대한민국의 박물관과 미술관 목록
- 대한민국의 국립 박물관 목록